# Chiaki Mawatari
Chiaki Mawatari (jap. 馬渡千明, Mawatari Chiaki; * 1967 in der Präfektur Chiba) ist ein japanischer Musiker (Tuba, auch Serpent), der sowohl im Bereich der klassischen als auch der Jazzmusik hervorgetreten ist.

## Leben und Wirken
Mawatari absolvierte ein Instrumentalstudium an der Kunsthochschule von Kyoto. 1996 zog er nach Spanien, um seine Ausbildung am Real Conservatorio Superior de Música de Madrid in der Meisterklasse von Miguel Moreno abzuschließen. Sowohl in Japan als auch in Spanien arbeitete er mit Sinfonieorchestern wie der Hiroshima Sinfonia oder Orquesta de Extremadura. Er ist Mitglied von Biodramina Mood und von Krokodillos. Er ist auf Alben mit Jorge Pardo, Baldo Martínez, Lluis Coloma, aber auch mit der Brassband Dr. Macaroni Brass Band sowie der Dixielandband Krokodillos und dem Liedermacher Miquel Gil zu hören und ist auf Festivals in München, Basel, Madrid, Vigo, Menorca, Albacete, Guimaraes und in Skandinavien aufgetreten.

## Diskographische Hinweise
- Lluis Coloma Boogieology (2005)
- Baldo Martínez Projecto Miño (2007, mit Maite Dono, Germán Díaz, David Herrington, Antonio Bravo, Alejandro Pérez, Pedro López, Carlos Castro sowie Valentin Clastrier)
- Biodramina Mood ¡Arriba Excursionistas! (2012, mit Antonio Fernández, Lucía Díez, Vera Garrido, Raúl Rodríguez sowie César de Frías, Almudena Díez, Natalia Álvarez, Javier Díez-Ena)